# 哈尔巴岭水库
哈尔巴岭水库是中国吉林省延边朝鲜族自治州敦化市境内的一座水库，位于沙河支流哈尔巴岭河上，建于1981年。水库正常库容为1350万立方米，集雨面积为73平方千米，海拔为56米。